# Porto de Vila do Conde
O Porto de Vila do Conde está localizado na região Ponta Grossa, no município de Barcarena, no estado do Pará, à margem direita do Rio Pará a uma distância fluvial de 55 km da capital Belém. Está integrado ao Complexo Portuário Industrial de Vila do Conde.
O Porto de Vila do Conde movimentou 16,9 milhões de toneladas em 2021.

## História
O Porto de Vila do Conde foi inaugurado em 24 de outubro de 1985 pela Companhia Docas do Pará — CDP na cidade de Barcarena-PA, próximo à Vila de Murucupi. Ele foi criado para atender a necessidade de exportação nascida a partir de uma joint venture que foi resultado da associação entre a Companhia Vale do Rio Doce (CVRD) e a Nippon Amazon Aluminum Corporation (NAAC), responsável pela transformação industrial da alumina em alumínio primário, que precisava ser enviado para o restante do mundo via modal hidroviário.
A região de Ponta Grossa está situada em frente à baía do Marajó e é formada pela confluência dos rios Tocantins, Guamá, Moju e Acará. Além disso, no município de Barcarena está implantado um distrito industrial adjacente ao porto, onde entre outros se encontra o Complexo Alumínico constituído pelas unidades da Alunorte — Alumina do Norte do Brasil S.A..  Albrás — Alumínio Brasileiro S.A, Alubar Alumínios de Barcarena S.A, bem como, os terminais privados caulinífero da Imerys Rio Capim Caulim S.A. e de granéis sólidos, constituído pela ADM Portos de Pará e Bunge.

## Estrutura

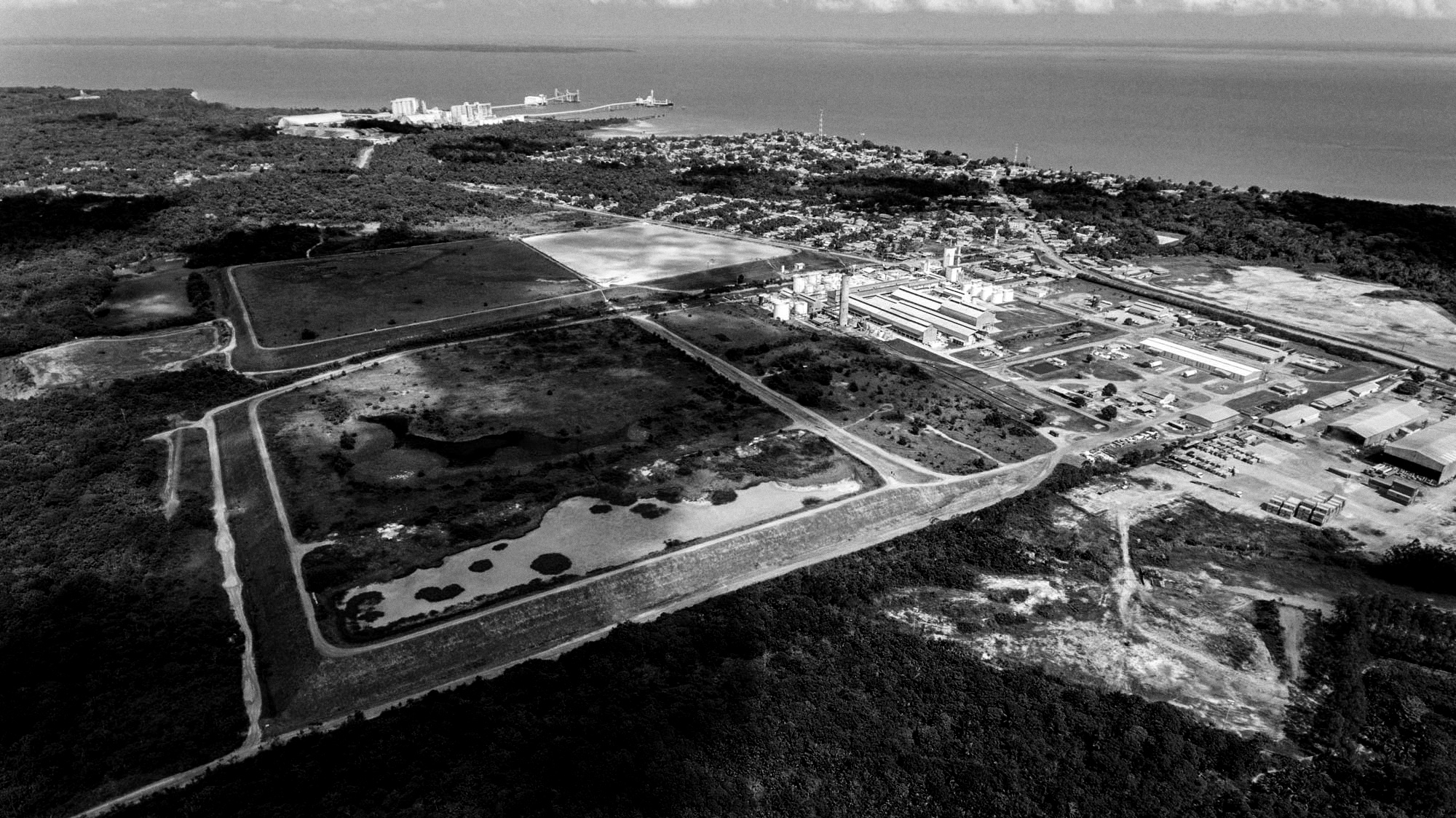

Muitos fatores transformam o Porto em uma eficiente ligação da região com o resto do mundo em vista de seu privilegiado posicionamento geográfico, assim como a grande extensão de frente acostável com seus 10 berços de atracação com profundidade entre 12 m a 23 m, fácil acesso marítimo, fluvial e rodoviário e ampla disponibilidade de áreas para expansão.
O Porto possui aproximadamente 3,75 milhões m² de área constituída de vias de tráfego que são asfaltadas e iluminadas. Quanto à estrutura acostáveis, ele possui três instalações distintas: um destinado à atracação de navios (Terminal de Múltiplo Uso 1 - TMU-1), um destinado à atracação de navios e barcaças (o Terminal de Granéis Líquidos — TGL) e ainda um Terminal Rodo-fluvial destinado à atracação com barcaças. Além disso, possui um armazém coberto com 7,5 mil m² e pátio externo com 13 mil m².
É um dos maiores da região norte brasileira (o maior do Pará) e é caracterizado pela logística de granéis minerais (como a bauxita e o minério de ferro) e granéis agrícolas, líquidos, carga viva, carga geral e containers.

## Impactos em Barcarena
A economia do município de Barcarena é caracterizada pelo dinamismo resultante de diversas atividades, com destaque para o Porto de Vila do Conde e atividades industriais, como a do complexo Albras/Hydro Alunorte. Além de receber investimentos dos mais diversos setores e apresentar o 4.º maior PIB (Produto Interno Bruto) per capita do estado. 
Devido sua fácil ligação com o restante do mundo e a criação do porto para escoamento, o município apresentou um crescimento constante do IDH Médio ao longo das décadas. Em 1970 o índice era de 0,363, sendo que em 1980 o índice passou a ser 0,472. Já em 1991 era de 0,631 e 0,769 nos anos 2000. Porém, acredita-se que uma das possibilidades para o crescimento deste índice é o fato da existência de uma company-town para os empregados das indústrias. Dentro delas as condições são bem melhores do que no restante do município. 
Contudo, apesar deste empreendimento apresentar pontos positivos, chega a trazer consigo características negativas por ser de grande abrangência e impactar diretamente no meio ambiente. Em outubro de 2015 o município passou por uma grande catástrofe ambiental, um navio Haidar de bandeira libanesa, carregado com quase 5 mil bois vivos, naufragou no porto com 730 mil litros de combustível nos tanques e toda a carga animal presa aos porões, impactando consideravelmente na vida da população local . Além de enumerar os vazamentos de rejeito de caulim do fabricante de papel e despejos de soja estragada pela transportadora desse produto, que contaminam furos e igarapés.

## Acessos
O Porto de Vila do Conde pode ser acessado tanto por rodovia quanto por uma combinação de acesso fluvial e ferroviário ou por meio marítimo. 
Acessos Rodoviários: A partir de Belém, pode-se pegar a BR-316 até o Município de Marituba e acessar a Alça Viária até entroncamento com a PA-151, segundo para a Vila do Conde no km 2 da PA-481. 
Acesso Rodo-fluvial: O serviço de balsas é 24 horas e pode ser realizado até o Terminal do Arapari. Ao descer no Terminal, é possível acessar a PA-151 até o entroncamento com a PA-483, e posteriormente o km 2 da PA-481 (~20 km).
Acesso Fluvio-marítimo: através da barra do rio Pará, com 500 m de largura e 170 km de extensão.